# Bertil Albrektson
Alf Bertil Albrektson, född den 27 september 1929 i Göteborg, död 16 april 2021 i Uppsala, var en svensk bibelforskare och bibelöversättare. Han var brorson till Arvid Albrektson.

## Biografi
Bertil Albrektson blev filosofie kandidat vid Göteborgs högskola 1951 och fortsatte sedan sina studier vid Lunds universitet, där han blev teologie kandidat 1956, teologie licentiat 1960 och teologie doktor 1963 på en textkritisk avhandling om Klagovisorna. Samma år blev han docent i Gamla testamentets exegetik i Lund. Åren 1967–1976 var han professor i exegetik, företrädesvis gammaltestamentlig exegetik, vid Åbo Akademi efter att ha uppehållit tjänsten som tillförordnad 1964–1967. Han var heltidsanställd ledamot av 1973 års bibelkommissions gammaltestamentliga översättningsenhet i Uppsala med huvudansvar för hebreisk filologi och textkritik från projektets start 1975 till publiceringen av Bibel 2000 vid millennieskiftet. Albrektson prästvigdes 1956, men på egen begäran beviljades han avsked från prästämbetet 1974 och utträdde senare ur Svenska kyrkan. Han blev sedermera uttalad ateist.
Bertil Albrektson var bildkonstnär på fritiden. Han deltog i flera av Uplands Konstförenings jurybedömda salonger och hade egna separatutställningar.
Han var från 1957 gift med filosofie licentiat Anna Maria Thölén (1934–2015).

### Hedersutmärkelser
Bertil Albrektson promoverades till Honorary Doctor of Divinity i Edinburgh 1995 och till teologie hedersdoktor vid Åbo Akademi 1999. Av The British Academy tilldelades han 2003 The Burkitt Medal for Biblical Studies.

### Studier i utlandet
- Stipendiat vid Svenska teologiska institutet i Jerusalem vårterminen 1953
- Forskarstuderande (British Council Scholar) vid Cambridge University (Selwyn College) läsåret 1957–1958
- Visiting Fellow vid Wolfson College, Cambridge, Easter Term 1973.

### Särskilda uppdrag
- Ledamot av Kungliga Humanistiska Vetenskapssamfundet i Uppsala.
- Ledamot av Kungl. Vetenskaps-Societeten i Uppsala (preses 2002–2003).
- Ledamot av Kungliga Vitterhets Historie och Antikvitets Akademien.
- Ledamot av Kungliga Vetenskaps- och Vitterhets-Samhället i Göteborg (sedan 2006).[5]
- Hedersledamot av det brittiska Society for Old Testament Study.
- Hedersledamot av Göteborgs nation, Uppsala.